# ایگور آزینس
ایگور آزینس (انگلیسی: Igor Auzins) کارگردان فیلم اهل استرالیا است.
از فیلم‌ها یا مجموعه‌های تلویزیونی که وی در آن‌ها نقش داشته‌است، می‌توان به جزیره گریز و ما از بی‌زمانی و بی‌مکانی اشاره نمود.